# 400 meter horden
De 400 m horden is een olympisch atletiekonderdeel. Op een standaard 400 meterbaan in de openlucht is dit de afstand van één compleet rondje in de binnenbaan. De renners blijven de gehele race in hun eigen baan na het starten vanuit de startblokken. De bedoeling is om de 400 meter zo snel mogelijk af te leggen en de 10 horden hierbij te passeren. De eerste horde staat 45 meter na de start, daarna is er een ruimte van 35 meter tussen de opeenvolgende horden. Wanneer een horde met het been stevig geraakt wordt kan de horde voorover vallen, zodat de kans op een blessure bij de atleet niet groot is. Het omvallen van een horde levert geen straftijd of strafpunten op, het aanraken vermindert echter wel de snelheid van de atleet.
De beste mannelijke atleten kunnen de 400 m horden afleggen in een tijd rond de 47 seconden, met een wereldrecord van 45,94 seconden, wat gelijkstaat aan een snelheid van 8,7 meter per seconde of 31,3 kilometer per uur. De beste vrouwelijke atleten kunnen een tijd bereiken van rond de 53 seconden en een wereldrecord van 50,37 seconden, wat gelijkstaat aan 7,9 meter per seconde en 28,6 kilometer per uur. Vergeleken met de 400 meter duurt de mannenrace gemiddeld 3 seconden langer en de vrouwenrace 4 seconden langer.
De 400 m horden is een olympische discipline sinds 1900 en 1984 voor respectievelijk mannen en vrouwen.
Er is ook een officieuze indoorvariant, zie onderaan het artikel.

## Geschiedenis
De eerste medailles voor een 400 m hordenrace zijn gegeven in 1860 bij een race in Oxford over een baan van 440 yard (402 meter). Tijdens de wedstrijd moesten de atleten twaalf massieve, meer dan een meter hoge houten horden passeren die op gelijke afstanden geplaatst stonden.
Om de kans op een blessure te verminderen, zijn er in 1895 lichtere horden ontwikkeld, waardoor de atleten de horde beter kunnen wegstoten. Toch werd een atleet tot aan 1935 gediskwalificeerd wanneer er meer dan drie horden werden omgestoten. Een record gold destijds enkel officieel wanneer alle horden waren blijven staan.
Op de Olympische Spelen van 1900 in Parijs werd de 400 m horden een olympisch onderdeel. Doordat in banen werd gelopen waren de wedstrijden virtueel identiek aan elkaar, iedere atleet had op de finish 400 meter afgelegd en het aantal horden was teruggebracht tot tien. De officiële hoogte voor een horde werd vastgelegd op 91,44 cm (36 inch) voor mannen en sinds 1974 76,20 cm (30 inch) voor vrouwen. De horden staan 35 meter uit elkaar, de eerste horde staat 45 meter vanaf de start. Het gedeelte van de laatste horde tot aan de finish heeft een lengte van 40 meter.
De eerste 400 m hordenwedstrijd voor vrouwen stamt uit 1971. De IAAF introduceerde het onderdeel voor vrouwen officieel in 1974. De afstand werd echter niet direct opgenomen in het programma van de Olympische Spelen; bij de Spelen van 1980 in Moskou was het een demonstratie-onderdeel zonder olympische medailles. De eerste vrouwelijke wereldkampioen werd gekroond tijden de wereldkampioenschappen van 1983, de eerste olympisch kampioene tijdens de Olympische Spelen van 1984.

## Techniek
De uitdaging van het hordelopen is dat het passeren van de horde zo weinig mogelijk tijdverlies oplevert. Bij de korte hordenummers (110 m voor de mannen en 100 m voor de vrouwen) kan tussen alle horden eenzelfde aantal passen gedaan worden, namelijk drie, maar bij de lange hordenummers is een constant aantal passen meestal onhaalbaar, de invloed van de toenemende vermoeidheid op de paslengte is namelijk groot. Er komt dus de extra uitdaging bij om met zo weinig mogelijk invloed op de loopsnelheid, toch bij elke horde goed uit te komen.
Toplopers maken in het eerste deel van de race 13 (mannen) of 15 (vrouwen) passen tussen de horden. Door vermoeidheid worden de passen normaal gesproken korter, maar de horden blijven op exact dezelfde afstand staan. Wat de lopers doen is gevoelsmatig met steeds iets langere passen gaan lopen, waardoor ze in de praktijk juist precies dezelfde paslengte behouden. Op een gegeven moment gaat dit echter niet langer en moet overgeschakeld worden op een ander aantal passen tussen de horden. Daar komt nog een complicatie aan het licht: de hordenpassage gaat met het ene been meestal een stuk gemakkelijker dan met het andere been, het slechte of 'chocolade'been. Tegenwoordig zijn vrijwel alle toplopers door er veel op te trainen tweebenig, al zullen ze voorkeur voor het goede been blijven houden. Zo kan van 13 op 14 pas overgegaan worden en als ook dat niet meer lukt op 15 pas.
Een enkeling krijgt het voor elkaar om alles in 13-pas ritme te lopen, of 15-pas bij de vrouwen. Maar afhankelijk van de wind, de vorm van de dag en of per ongeluk een horde hard aangeraakt is, kan het ook bij hen voorkomen dat ze aan het eind een pas moeten invoegen. Beenlengte en kracht spelen ook nog een rol en zo moet ieder een eigen ritme ontwikkelen, plus de vaardigheid om het ritme aan te passen aan de omstandigheden. Bij een man komt er dan bijvoorbeeld uit dat tot en met horde zes 13 pas gekozen wordt, dan tweemaal 14 (dat wil zeggen één passage met het verkeerde been) en vervolgens 15. Bij de vrouwen zou het telkens twee passen meer zijn. De kunst is om al lang voor de horde te zien aankomen welke correcties op de paslengte nodig zijn en wanneer er passen ingevoegd zouden moeten worden. Sommige hordelopers vinden het prettig dat onderweg nadenken over deze kwesties afleidt van de hevige vermoeidheid waardoor de 400m gekenmerkt wordt.

## Mijlpalen
- Mannen
  - Eerste officiële IAAF record: 55,0 seconden, Charles Bacon (USA), 1908
  - Eerste onder 54 seconden: 53,8 seconden, Sten Pettersson (SWE), 1925
  - Eerste onder 53 seconden: 52,6 seconden, John Gibson (USA), 1927
  - Eerste onder 52 seconden: 51,7 seconden, Bob Tisdall (IRL), 1932
  - Eerste onder 51 seconden: 50,6 seconden, Glenn Hardin (USA), 1934
  - Eerste onder 50 seconden: 49,5 seconden, Glenn Davis (USA), 1956
  - Eerste onder 49 seconden: 48,8 seconden, Geoff Vanderstock (USA), 1968
  - Eerste onder 48 seconden: 47,82 seconden, John Akii-Bua (UGA), 1972
  - Eerste onder 47 seconden: 46,78 seconden, Kevin Young (USA), 1992
  - Eerste onder 46 seconden: 45,94 seconden, Karsten Warholm (NOR), 2021
- Vrouwen
  - Eerste officiële wereldrecord: 56,51 seconden, Krystyna Kacperczyk (POL), 1974
  - Eerste onder 56 seconden: 55,74 seconden, Tatjana Storosjeva (Sovjet-Unie), 1977
  - Eerste onder 55 seconden: 54,89 seconden, Tatjana Selenzova (Sovjet-Unie), 1978
  - Eerste onder 54 seconden: 53,58 seconden, Margarita Ponomarjova (Sovjet-Unie), 1984
  - Eerste onder 53 seconden: 52,94 seconden, Marina Stepanova (Sovjet-Unie), 1986
  - Eerste onder 52 seconden: 51,90 seconden, Sydney McLaughlin (USA), 2021
  - Eerste onder 51 seconden: 50,68 seconden, Sydney McLaughlin-Levrone (USA), 2022

## Meest succesvolle atleten
- Tweevoudig olympisch kampioen:
  - Glenn Davis (USA), 1956 en 1960

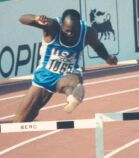
Edwin Moses, tweevoudig olympisch kampioen.

  - Edwin Moses (USA), 1976 en 1984 (ook brons in 1988)
  - Angelo Taylor (USA), 2000 en 2008
  - Félix Sánchez (DOM), 2004 en 2012
- Tweevoudig Wereldkampioen:
  - Edwin Moses (USA), 1983 en 1987
  - Nezha Bidouane (MAR), 1997 en 2001 (ook zilver in 1999)
  - Félix Sánchez (DOM), 2001 en 2003
  - Sydney McLaughlin-Levrone (USA), 2021 en 2024

Meest opvallende nieuweling: Glenn Davis (USA), die zijn eerste wedstrijd liep in april 1956 in 54,4. Twee maanden later liep hij een nieuw wereldrecord met 49,5 en later dat jaar won hij de gouden medaille tijdens de Olympische Spelen. Ook was hij de eerste die dat kon herhalen, hij deed dat in 1960.
Atleet die geschiedenis schreef op de 400 m horden: De Amerikaan Edwin Moses won 122 wedstrijden onafgebroken tussen 1977 en 1987 plus twee gouden medailles op de Olympische Zomerspelen 1976 en op de Olympische Zomerspelen 1984. De boycot van de Olympische Spelen in 1980 zorgde ervoor dat hij geen hattrick kon behalen, maar zijn carrière wordt wereldwijd als een fenomeen beschouwd. Hij hield het wereldrecord sinds hij het zelf had gezet in 1976 zijn hele sportleven, totdat het tijdens de Olympische Zomerspelen 1992 in Barcelona werd gebroken.

## Olympische medaillewinnaars

### Mannen
| Jaar | Goud            | Zilver                  | Brons              |
| ---- | --------------- | ----------------------- | ------------------ |
| 1900 | John Tewksbury  | Henri Tauzin            | George Orton       |
| 1904 | Harry Hillman   | Frank Waller            | George Poage       |
| 1908 | Charles Bacon   | Harry Hillman           | Jimmy Tremeer      |
| 1920 | Frank Loomis    | John Norton             | August Desch       |
| 1924 | Morgan Taylor   | Erik Wilén              | Ivan Riley         |
| 1928 | David Burghley  | Frank Cuhel             | Morgan Taylor      |
| 1932 | Bob Tisdall     | Glenn Hardin            | Morgan Taylor      |
| 1936 | Glenn Hardin    | John Loaring            | Miguel White       |
| 1948 | Roy Cochran     | Duncan White            | Rune Larsson       |
| 1952 | Charles Moore   | Joeri Litoejev          | John Holland       |
| 1956 | Glenn Davis     | Eddie Southern          | Josh Culbreath     |
| 1960 | Glenn Davis     | Clifton Cushman         | Richard Howard     |
| 1964 | Rex Cawley      | John Cooper             | Salvatore Morale   |
| 1968 | David Hemery    | Gerhard Hennige         | John Sherwood      |
| 1972 | John Akii-Bua   | Ralph Mann              | David Hemery       |
| 1976 | Edwin Moses     | Michael Shine           | Yevgeni Gavrilenko |
| 1980 | Volker Beck     | Wassili Archipenko      | Gary Oakes         |
| 1984 | Edwin Moses     | Danny Harris            | Harald Schmid      |
| 1988 | André Phillips  | Amadou Dia Ba           | Edwin Moses        |
| 1992 | Kevin Young     | Winthrop Graham         | Kriss Akabusi      |
| 1996 | Derrick Adkins  | Samuel Matete           | Calvin Davis       |
| 2000 | Angelo Taylor   | Hadi Al Somayli         | Llewellyn Herbert  |
| 2004 | Félix Sánchez   | Danny McFarlane         | Naman Keïta        |
| 2008 | Angelo Taylor   | Kerron Clement          | Bershawn Jackson   |
| 2012 | Félix Sánchez   | Michael Tinsley         | Javier Culson      |
| 2016 | Kerron Clement  | Boniface Mucheru Tumuti | Yasmani Copello    |
| 2021 | Karsten Warholm | Rai Benjamin            | Alison dos Santos  |
| 2024 | Rai Benjamin    | Karsten Warholm         | Alison dos Santos  |

### Vrouwen
| Jaar | Goud                 | Zilver                  | Brons                        |
| ---- | -------------------- | ----------------------- | ---------------------------- |
| 1984 | Nawal El Moutawakel  | Judi Brown              | Cristeana Cojocaru           |
| 1988 | Debbie Flintoff-King | Tatjana Ledovskaja      | Ellen Fiedler                |
| 1992 | Sally Gunnell        | Sandra Farmer-Patrick   | Janeene Vickers              |
| 1996 | Deon Hemmings        | Kim Batten              | Tonja Buford-Bailey          |
| 2000 | Irina Privalova      | Deon Hemmings           | Nezha Bidouane               |
| 2004 | Faní Chalkiá         | Ionela Tirlea-Manolache | Tetiana Terestschuk-Antipowa |
| 2008 | Melaine Walker       | Sheena Tosta            | Tasha Danvers                |
| 2012 | Natalja Antjoech     | Lashinda Demus          | Zuzana Hejnová               |
| 2016 | Dalilah Muhammad     | Sara Petersen           | Ashley Spencer               |
| 2021 | Sydney McLaughlin    | Dalilah Muhammad        | Femke Bol                    |
| 2024 | Sydney McLaughlin    | Anna Cockrell           | Femke Bol                    |

## Medaillewinnaars wereldkampioenschappen

### Mannen
| Jaar | Goud                    | Zilver                   | Brons                          |
| ---- | ----------------------- | ------------------------ | ------------------------------ |
| 1983 | Edwin Moses (USA)       | Harald Schmid (FRG)      | Alexander Karlow (Sovjet-Unie) |
| 1987 | Edwin Moses (USA)       | Danny Harris (USA)       | Harald Schmid (FRG)            |
| 1991 | Samuel Matete (ZAM)     | Winthrop Graham (JAM)    | Kriss Akabusi (GBR)            |
| 1993 | Kevin Young (USA)       | Samuel Matete (ZAM)      | Winthrop Graham (JAM)          |
| 1995 | Derrick Adkins (USA)    | Samuel Matete (ZAM)      | Stéphane Diagana (FRA)         |
| 1997 | Stéphane Diagana (FRA)  | Llewellyn Herbert (RSA)  | Bryan Bronson (USA)            |
| 1999 | Fabrizio Mori (ITA)     | Stéphane Diagana (FRA)   | Marcel Schelbert (CH)          |
| 2001 | Félix Sánchez (DOM)     | Fabrizio Mori (ITA)      | Dai Tamesue (JPN)              |
| 2003 | Félix Sánchez (DOM)     | Joey Woody (USA)         | Periklís Iakovákis (GRE)       |
| 2005 | Bershawn Jackson (USA)  | James Carter (USA)       | Dai Tamesue (JPN)              |
| 2007 | Kerron Clement (USA)    | Félix Sánchez (DOM)      | Marek Plawgo (POL)             |
| 2009 | Kerron Clement (USA)    | Javier Culson (PUR)      | Bershawn Jackson (USA)         |
| 2011 | David Greene (GBR)      | Javier Culson (PUR)      | L.J. van Zyl (RSA)             |
| 2013 | Jehue Gordon (TRI)      | Michael Tinsley (USA)    | Emir Bekrić (SRB)              |
| 2015 | Nicholas Bett (KEN)     | Denis Koedrjavtsev (RUS) | Jeffrey Gibson (BAH)           |
| 2017 | Karsten Warholm (NOR)   | Yasmani Copello (TUR)    | Kerron Clement (USA)           |
| 2019 | Karsten Warholm (NOR)   | Rai Benjamin (USA)       | Abderrahman Samba (QAT)        |
| 2022 | Alison dos Santos (BRA) | Rai Benjamin (USA)       | Trevor Bassitt (USA)           |
| 2023 | Karsten Warholm (NOR)   | Kyron McMaster (IVB)     | Rai Benjamin (USA)             |

### Vrouwen
| Jaar | Goud                             | Zilver                        | Brons                       |
| ---- | -------------------------------- | ----------------------------- | --------------------------- |
| 1980 | Bärbel Broschat (DDR)            | Ellen Fiedler (DDR)           | Petra Pfaff (DDR)           |
| 1983 | Jekaterina Fesenko (Sovjet-Unie) | Anna Ambrosiene (Sovjet-Unie) | Ellen Fiedler (DDR)         |
| 1987 | Sabine Busch (DDR)               | Debbie Flintoff-King (AUS)    | Cornelia Ullrich (DDR)      |
| 1991 | Tatjana Ledovskaja (Sovjet-Unie) | Sally Gunnell (GBR)           | Janeene Vickers (USA)       |
| 1993 | Sally Gunnell (GBR)              | Sandra Farmer-Patrick (USA)   | Margarita Ponomarjova (RUS) |
| 1995 | Kim Batten (USA)                 | Tonya Buford (USA)            | Deon Hemmings (JAM)         |
| 1997 | Nezha Bidouane (MAR)             | Deon Hemmings (JAM)           | Kim Batten (USA)            |
| 1999 | Daimi Pernia (CUB)               | Nezha Bidouane (MAR)          | Deon Hemmings (JAM)         |
| 2001 | Nezha Bidouane (MAR)             | Joelia Petsjonkina (RUS)      | Daimi Pernia (CUB)          |
| 2003 | Jana Pittman (AUS)               | Sandra Glover (USA)           | Joelia Petsjonkina (RUS)    |
| 2005 | Joelia Petsjonkina (RUS)         | Lashinda Demus (USA)          | Sandra Glover (USA)         |
| 2007 | Jana Rawlinson (AUS)             | Joelia Petsjonkina (RUS)      | Anna Jesień (POL)           |
| 2009 | Melaine Walker (JAM)             | Lashinda Demus (USA)          | Josanne Lucas (TRI)         |
| 2011 | Lashinda Demus (USA)             | Melaine Walker (JAM)          | Natalja Antjoech (RUS)      |
| 2013 | Zuzana Hejnová (CZE)             | Dalilah Muhammad (USA)        | Lashinda Demus (USA)        |
| 2015 | Zuzana Hejnová (CZE)             | Shamier Little (USA)          | Cassandra Tate (USA)        |
| 2017 | Kori Carter (USA)                | Dalilah Muhammad (USA)        | Ristananna Tracey (JAM)     |
| 2019 | Dalilah Muhammad (USA)           | Sydney McLaughlin (USA)       | Rushell Clayton (JAM)       |
| 2022 | Sydney McLaughlin (USA)          | Femke Bol (NED)               | Dalilah Muhammad (USA)      |
| 2023 | Femke Bol (NED)                  | Shamier Little (USA)          | Rushell Clayton (JAM)       |

## Top tien aller tijden

### Snelste mannen
| Rang | Tijd  | Atleet            | Land | Datum             | Plaats      |
| ---- | ----- | ----------------- | ---- | ----------------- | ----------- |
| 1.   | 45,94 | Karsten Warholm   | NOR  | 3 augustus 2021   | Tokio       |
| 2.   | 46,17 | Rai Benjamin      | USA  | 3 augustus 2021   | Tokio       |
| 3.   | 46,29 | Alison dos Santos | BRA  | 19 juli 2022      | Eugene      |
| 4.   | 46,78 | Kevin Young       | USA  | 6 augustus 1992   | Barcelona   |
| 5.   | 46,98 | Abderrahman Samba | QAT  | 30 juni 2018      | Parijs      |
| 6.   | 47,02 | Edwin Moses       | USA  | 31 augustus 1983  | Koblenz     |
| 7.   | 47,03 | Bryan Bronson     | USA  | 21 juni 1998      | New Orleans |
| 8.   | 47,08 | Kyron McMaster    | IVB  | 3 augustus 2021   | Tokio       |
| 9.   | 47,10 | Samuel Matete     | ZAM  | 7 augustus 1991   | Zürich      |
| 10.  | 47,19 | André Phillips    | USA  | 25 september 1988 | Seoel       |

Bijgewerkt: 25 juli 2022

### Snelste vrouwen
| Rang | Tijd  | Atleet              | Land | Datum            | Plaats            |
| ---- | ----- | ------------------- | ---- | ---------------- | ----------------- |
| 1.   | 50,37 | Sydney McLaughlin   | USA  | 8 augustus 2024  | Parijs            |
| 2.   | 50.95 | Femke Bol           | NED  | 14 juli 2024     | La Chaux-de-Fonds |
| 3.   | 51,58 | Dalilah Muhammad    | USA  | 4 augustus 2021  | Tokio             |
| 4.   | 52,34 | Joelia Petsjonkina  | RUS  | 8 augustus 2003  | Toela             |
| 5.   | 52,39 | Shamier Little      | USA  | 4 juli 2021      | Stockholm         |
| 6.   | 52,42 | Melaine Walker      | JAM  | 20 augustus 2009 | Berlijn           |
| 7.   | 52,47 | Lashinda Demus      | USA  | 1 september 2011 | Daegu             |
| 8.   | 52,51 | Rushell Clayton     | JAM  | 28 juni 2024     | Kingston          |
| 9.   | 52,61 | Kim Batten          | USA  | 11 augustus 1995 | Göteborg          |
| 10.  | 52,62 | Tonja Buford-Bailey | USA  | 11 augustus 1995 | Göteborg          |

Bijgewerkt: 2 juli 2024

## Continentale records
| Continent                | Geslacht | Prestatie  | Atleet                    | Land | Datum             | Plaats            |
| ------------------------ | -------- | ---------- | ------------------------- | ---- | ----------------- | ----------------- |
| Afrika                   | M        | 47,10      | Samuel Matete             | ZAM  | 7 augustus 1991   | Zürich            |
| Afrika                   | V        | 52,90      | Nezha Bidouane            | MAR  | 25 augustus 1999  | Sevilla           |
| Noord- en Midden-Amerika | M        | 46,17      | Rai Benjamin              | USA  | 3 augustus 2021   | Tokio             |
| Noord- en Midden-Amerika | V        | 50,37 (WR) | Sydney McLaughlin-Levrone | USA  | 8 augustus 2024   | Parijs            |
| Zuid-Amerika             | M        | 46,29      | Alison dos Santos         | BRA  | 19 juli 2022      | Eugene            |
| Zuid-Amerika             | V        | 53,69      | Gianna Woodruff           | PAN  | 20 juli 2022      | Eugene            |
| Azië                     | M        | 46,98      | Abderrahman Samba         | QAT  | 30 juni 2018      | Parijs            |
| Azië                     | V        | 53,09      | Kemi Adekoya              | BRN  | 24 augustus 2023  | Boedapest         |
| Europa                   | M        | 45,94 (WR) | Karsten Warholm           | NOR  | 3 augustus 2021   | Tokio             |
| Europa                   | V        | 50,95      | Femke Bol                 | NED  | 14 juli 2024      | La Chaux-de-Fonds |
| Oceanië                  | M        | 48,28      | Rohan Robinson            | AUS  | 31 juli 1996      | Atlanta           |
| Oceanië                  | V        | 53,17      | Debbie Flintoff-King      | AUS  | 28 september 1988 | Seoel             |

Bijgewerkt: 2 juli 2024

## Wereldrecordontwikkeling

### Mannen
| Tijd  | Atleet               | Land | Datum             | Locatie      |
| ----- | -------------------- | ---- | ----------------- | ------------ |
| 45,94 | Karsten Warholm      | NOR  | 3 augustus 2021   | Tokio        |
| 46,70 | Karsten Warholm      | NOR  | 1 juli 2021       | Oslo         |
| 46,78 | Kevin Young          | USA  | 6 augustus 1992   | Barcelona    |
| 47,02 | Edwin Moses          | USA  | 31 augustus 1983  | Koblenz      |
| 47,13 | Edwin Moses          | USA  | 3 juli 1980       | Milaan       |
| 47,45 | Edwin Moses          | USA  | 11 juni 1977      | Westwood     |
| 47,64 | Edwin Moses          | USA  | 25 juli 1976      | Montreal     |
| 47,65 | Edwin Moses          | USA  | 25 juli 1976      | Montreal     |
| 47,82 | John Akii-Bua        | UGA  | 2 september 1972  | München      |
| 48,12 | David Hemery         | GBR  | 15 oktober 1968   | Mexico-Stad  |
| 48,6  | Geoffrey Vanderstock | USA  | 11 september 1968 | Echo Summit  |
| 49,1  | Warren Cawley        | USA  | 13 september 1964 | Los Angeles  |
| 49,2  | Salvatore Morale     | ITA  | 14 september 1962 | Belgrado     |
| 49,2  | Glenn Davis          | USA  | 6 augustus 1958   | Boedapest    |
| 49,5  | Glenn Davis          | USA  | 29 juni 1956      | Los Angeles  |
| 50,4  | Joeri Litoejev       | URS  | 20 september 1953 | Boedapest    |
| 50,6  | Glenn Hardin         | USA  | 26 juli 1934      | Stockholm    |
| 51,8  | Glenn Hardin         | USA  | 30 juni 1934      | Milwaukee    |
| 52,0  | Glenn Hardin         | USA  | 1 augustus 1932   | Los Angeles  |
| 52,0  | Morgan Taylor        | USA  | 4 juli 1928       | Philadelphia |
| 52,6  | John Gibson          | USA  | 2 juli 1927       | Lincoln      |
| 53,8  | Sten Pettersson      | SWE  | 4 oktober 1925    | Parijs       |
| 54,2  | John Norton          | USA  | 26 juni 1920      | Pasadena     |
| 54,0  | Frank Loomin         | USA  | 16 augustus 1920  | Antwerpen    |
| 55,0  | Charles Bacon        | USA  | 22 juli 1908      | Londen       |

### Vrouwen
| Tijd  | Atleet                    | Land | Datum             | Locatie    |
| ----- | ------------------------- | ---- | ----------------- | ---------- |
| 50,37 | Sydney McLaughlin-Levrone | USA  | 8 augustus 2024   | Parijs     |
| 50,65 | Sydney McLaughlin-Levrone | USA  | 30 juni 2024      | Eugene     |
| 50,68 | Sydney McLaughlin-Levrone | USA  | 23 juli 2022      | Eugene     |
| 51,41 | Sydney McLaughlin-Levrone | USA  | 25 juni 2022      | Eugene     |
| 51,46 | Sydney McLaughlin         | USA  | 4 augustus 2021   | Tokio      |
| 51,90 | Sydney McLaughlin         | USA  | 27 juni 2021      | Eugene     |
| 52,16 | Dalilah Muhammad          | USA  | 4 oktober 2019    | Doha       |
| 52,20 | Dalilah Muhammad          | USA  | 29 juli 2019      | Des Moines |
| 52,34 | Joelia Petsjonkina        | RUS  | 8 augustus 2003   | Toela      |
| 52,61 | Kim Batten                | USA  | 11 augustus 1995  | Göteborg   |
| 52,74 | Sally Gunnell             | GBR  | 19 augustus 1993  | Stuttgart  |
| 52,94 | Marina Stepanova          | URS  | 19 september 1986 | Tasjkent   |
| 53,32 | Marina Stepanova          | URS  | 30 augustus 1986  | Stuttgart  |
| 53,55 | Sabine Busch              | GDR  | 22 september 1985 | Berlijn    |
| 53,58 | Margarita Ponomarjova     | URS  | 22 juni 1984      | Kiev       |
| 54,02 | Anna Ambrosiene           | URS  | 11 juni 1983      | Moskou     |
| 54,28 | Karin Roßley              | GDR  | 17 mei 1980       | Jena       |
| 54,78 | Marina Makejewa           | URS  | 27 juli 1979      | Moskou     |
| 54,89 | Tatjana Selenzova         | URS  | 2 september 1978  | Praag      |
| 55,31 | Tatjana Selenzova         | URS  | 19 augustus 1978  | Podolsk    |
| 55,44 | Krystyna Kacperczyk       | POL  | 18 augustus 1978  | Berlijn    |
| 55,63 | Karin Roßley              | GDR  | 13 augustus 1977  | Helsinki   |
| 55,74 | Tatjana Storosjeva        | URS  | 26 juni 1977      | Chemnitz   |
| 56,51 | Krystyna Kacperczyk       | POL  | 13 juli 1974      | Augsburg   |

## Indoor
Er bestaat sinds 2006 een officieuze variant van dit onderdeel voor de indoorbanen, bedacht door Jean-Georges Sarkadi. Er wordt in lanen gestart, maar op het tweede rechte stuk mag men naar de binnenbaan gaan. De horden staan op de rechte einden van een 200-meterbaan op een afstand van 30 meter, waarbij de horde minimaal 6 meter na de bocht moet staan. In totaal wordt achtmaal een horde genomen (tegen tien op de buitenbaan). Er staat een rijtje horden over de volle breedte van de baan, wordt een horde omvergelopen dat moet een achteropkomende loper de horde ernaast nemen. Zit laatstgenoemde atleet er te dicht op dan volgt geen diskwalificatie, maar de tijd telt niet als record. Juryleden zetten de in de eerste omloop omgevallen horden direct recht voor de tweede ronde. De lanen op een indoorbaan zijn over het algemeen smaller dan op de buitenbaan, dan passen ongeveer 4 gewone horden naast elkaar in de 6 lanen van een indoorbaan.
Het wereldrecord bij de mannen staat op naam van Félix Sánchez, die 48,78 liep in Val-de-Reuil op 18 februari 2012. Bij de vrouwen staat het record met 56,41 op naam van Sheena Tosta uit de Verenigde Staten, eveneens in Val-de-Reuil gelopen, maar een jaar eerder: 12 februari 2011.